# Le Jeu (film, 1969)
Pour plus de détails, voir Fiche technique et Distribution.
Le Jeu (Gra) est un film polonais réalisé par Jerzy Kawalerowicz, sorti en 1969.

## Fiche technique
- Titre original : Gra
- Titre français : Le Jeu
- Réalisation : Jerzy Kawalerowicz
- Scénario : Andrzej Bianusz et Jerzy Kawalerowicz
- Décors : Felicja Uniechowska
- Costumes : Barbara Hoff
- Photographie : Jan Laskowski
- Montage : Wieslawa Otocka
- Musique : Adam Slawinski
- Pays d'origine : Pologne
- Format : Couleurs - 35 mm - Mono
- Genre : drame
- Durée : 91 minutes
- Date de sortie :
  - Pologne : 20 mai 1969

## Distribution
- Lucyna Winnicka : la femme
- Gustaw Holoubek : le mari
- Helena Bystrzanowska : l'esthéticienne
- Wiesław Gołas : Franek